# عماد الدايمي
المهندس عماد الدايمي، من مواليد سنة 1970 بمدينة مدنين في الجنوب التونسي. رئيس مؤسس لجمعية مرصد رقابة . عضو مجلس نواب الشعب للدورة النيابية 2014-2019 عن دائرة مدنين. وقبل ذلك عضو المجلس الوطني التأسيسي عن دائرة فرنسا الشمالية. تولى مسؤولية الوزير مدير الديوان الرئاسي من ديسمبر 2011 الى افريل 2013 . شغل خطة الأمين العام لحزب المؤتمر من أجل الجمهورية (2013-2016) ثم نائب رئيس حزب الحراك (2016-2017)  والأمين العام للحزب (2017-2018). شارك في تأسيس منظمة المجلس العربي للثورات الديمقراطية بشراكة مع الدكتور محمد المنصف المرزوقي والدكتور أيمن نور (مصر) والأستاذة توكل كرمان (اليمن) وشغل لسنوات خطة الأمين العام للمجلس. شغل خطة مقرر لجنة الحقوق والحريات والعلاقات الخارجية بمجلس نواب الشعب بالإضافة لعضو لجنة الأمن والدفاع من 2015 الى 2019. عضو المنتدى الدولي للنواب من أجل التقييم والمنظمة الدولية للنواب ضد الفساد. متحصل على الصنف الثاني من وسام الجمهورية وعلى جائزة منظمة "أنا يقظ" لأفضل مبلغ عن الفساد لسنة 2017.

## نضاله ومنفاه
بدأ النضال مبكرا منذ الفترة التلميذية، ثم وهو طالب بكلية العلوم بتونس. انضم إلى الاتحاد العام التونسي للطلبة (من 1988 إلى 1991) وتعرض للاعتقال والتعذيب من جوان إلى نوفمبر 1991. قرّر، بعد إطلاق سراحه، أن يغادر البلاد خلسة باتجاه ليبيا في 16 نوفمبر 1991، تجنباً للاعتقال، وظل في المهجر. أقام بين موريتانيا والسنغال بدون أوراق ثبوتية لمدة خمس سنوات بعد أن حجزت السفارة التونسية جواز سفره.
تحصل عماد الدائمي، عام 1996، على اللجوء السياسي في فرنسا وواصل نضاله السياسي فيها ضد سياسات النظام الديكتاتوري في تونس من خلال كتاباته وومبادراته الجمعياتية ومداخلاته الإعلامية المكثفة. وعاد من منفاه إلى تونس في 18 جانفي 2011.

## دراسته الجامعية
حصل على شهادة الدراسات المعمقة في “التنمية الاقتصادية والاجتماعية والمحلية المندمجة” من جامعة فرساي بسان كونتان أن إيفلين (فرنسا) عام 1998 وعلى تكوين مكثف في الهندسة المعلوماتية من المدرسة المتعددة التكنولوجية بباليزو (فرنسا) عام 2000. كما أنه حاصل على أستاذية في الاقتصاد وأستاذية في التاريخ، وشارك في 4 دورات تكوينية متخصصة بمعهد الدفاع الوطني.

## مسيرته السياسية
ساهم عماد الدايمي قبل الثورة التونسية في تأسيس عدد من الجمعيات، من بينها "منتدى الاقتصاد البديل"، "المنتدى الدولي للتنمية والديموقراطية"، "مجموعة الكرامة"، و"المنظمة الدولية للمهجرين التونسيين" حيث شغل خطة منسقها، و"تونس المستقبل" حيث شغل خطة الرئيس. أشرف على تنظيم تظاهرات ومؤتمرات دولية وقدم محاضرات عديدة في مجال الحريات والشفافية ومكافحة الفساد في دول مختلفة من العالم.
عرف الدايمي باطلاعه الكبير على هيكلية الوزارات والمؤسسات والمنشآت العمومية وتقاريرها المالية وتقارير الرقابة. عمل على ملفات الفساد الكبرى عبر آليات الرقابة البرلمانية والنفاذ إلى المعلومة في إطار عمله النيابي والمواطني في مكافحة الفساد في البلاد، مما أدى إلى إيقافات في صفوف مسؤولين إداريين تورطوا في ملفات فساد. عند انتهاء عهدته النيابية سنة 2019، قرر الدايمي عدم الترشح للانتخابات التشريعية والتفرغ لمكافحة الفساد من خلال إنشاء "مرصد رقابة" بمشاركة مجموعة من الإطارات العليا في الدولة وخبراء في المحاسبة والقانون والإدارة والمعلوماتية، حيث تمكن المرصد في وقت وجيز من تحقيق إنجازات كبرى في مجال مكافحة الفساد والمحافظة على المال العمومي.

### تأسيس "مرصد رقابة"
يعتبرعماد الدايمي الرئيس المؤسس  لـ"مرصد رقابة" وهي جمعية غير ربحية تونسية مستقلة، تأسست في أكتوبر 2019 بمبادرة منه رفقة مجموعة من الكفاءات ذوي الخبرة في مجالات الرقابة والتدقيق ومحاربة الفساد. تعمل الجمعية على ترسيخ ثقافة الرقابة المواطنية على مؤسسات الدولة وتعزيز مبادئ الشفافية والحوكمة المستديمة والديمقراطية في إدارة الشأن العام.
كشف مرصد رقابة منذ تأسيسه عن عدة ملفات فساد في عدة وزارات تونسية وأودع المرصد عدة شكايات في حق مسؤولين اتهموهم بالفساد.